# Superlangsprietmier
De superlangsprietmier (Paratrechina longicornis) is een mierensoort uit de onderfamilie van de schubmieren (Formicinae). De wetenschappelijke naam van de soort is voor het eerst geldig gepubliceerd in 1802 door Latreille.